# مونتلیبانو
مونتلیبانو (به اسپانیایی: Montelíbano) یک سکونتگاه مسکونی در کلمبیا است که در بخش کوردوبا واقع شده‌است.

## خصوصیات
مونتلیبانو ۱٬۸۲۰ کیلومترمربع مساحت و ۵۹٬۶۹۰ نفر جمعیت دارد و ۴۴ متر بالاتر از سطح دریا واقع شده‌است.